# Jossu
Jossu è un singolo del rapper finlandese Cheek, pubblicato il 31 maggio 2013 dalla Liiga Music Oy, in collaborazione con Jukka Poika. Il brano ha anticipato la pubblicazione dell'album Kuka muu muka, prevista per il 20 settembre 2013.
Il ritornello di Jossu è preso da un brano del 1994 di Taikapeili, Jos sulla on toinen.
Il singolo è entrato nelle classifiche e ha raggiunto la prima posizione nella classifica dei singoli più scaricati e di quelli più venduti.

## Video
Il video musicale è stato pubblicato sull'account ufficiale della casa discografica il 1º giugno 2013.
Riprende Cheek in un salotto mentre rappa e Jukka Poika gelataio, intervallati da scene di una coppia che viene rovinata dall'amante.

## Critiche
Il brano è stato ampiamente criticato, a partire dal blog Sinin punainen ajatus, il quale ha riportato che il brano incita ad avere un comportamento negativo nei confronti della sessualità femminile. Vi sono state infatti attacchi contro il brano su YouTube e su Facebook.

## Tracce
Testi di Jare Tiihonen e Jukka Poika, musiche di Antti Riihimäki e Kristian Maukonen.
1. Jossu – 3:12

## Classifica
| Classifica           | Massima posizione |
| -------------------- | ----------------- |
| Finlandia            | 1                 |
| Finlandia (digitale) | 1                 |